# Lillers Communal Cemetery Extension
Lillers Communal Cemetery Extension is een Britse militaire begraafplaats met gesneuvelden uit de Eerste Wereldoorlog, gelegen in de Franse gemeente Lillers (Pas-de-Calais). Ze ligt 570 m ten noorden van het centrum van de gemeente. De begraafplaats werd ontworpen door Edwin Lutyens en is een noordelijke uitbreiding van het Britse militaire perk op de begraafplaats van Lillers. Hier staat ook het Cross of Sacrifice. De begraafplaats wordt onderhouden door de Commonwealth War Graves Commission.
Er liggen 71 slachtoffers begraven waaronder 6 niet geïdentificeerde.

## Geschiedenis
In Lillers waren vanaf het najaar 1914 tot april 1918 kwartieren van de verschillende legerdiensten gevestigd. Hier waren ook meerdere veldhospitalen (Casualty Clearing Stations) gevestigd. De gewonden die in deze hospitalen overleden werden op de gemeentelijke begraafplaats bijgezet. Vanaf april 1918, toen de Duitse troepen tijdens hun lenteoffensief tot aan Robecq waren genaderd, lag Lillers onder vuur. De Britten waren toen genoodzaakt hun slachtoffers helemaal aan het einde van de begraafplaats te begraven. De extension omvat de laatste twee rijen graven vlak voor het Cross of Sacrifice. 
Onder de 65 geïdentificeerde doden zijn er 60 Britten, 3 Australiërs en 2 Canadezen. 

## Onderscheiden militairen
- James Thomas Crokatt Murray, majoor bij de Black Watch (Royal Highlanders) werd onderscheiden met de Distinguished Service Order (DSO).
- luitenant John Endell Wanklyn en onderluitenant David George Frater, allebei van de Royal Field Artillery werden onderscheiden met het Military Cross (MC).
- Samuel Mairs, soldaat bij de Argyll and Sutherland Highlanders ontving de Military Medal (MM).